# گروه هفتم نیروهای ویژه (ایالات متحده)
گروه هفتم نیروهای ویژه (انگلیسی: 7th Special Forces Group) یک واحد عملیاتی از نیروهای ویژه نیروی زمینی ایالات متحده است که در ۲۰ مه ۱۹۶۰ فعال شد. این گروه، از بازساماندهی گروه ۷۷ نیروهای ویژه، که در فورت برگ در کارولینای شمالی مستقر بود، به وجود آمد. گروه هفتم برای استقرار و اجرای ۹ مأموریت دکترینال طراحی شده‌است: جنگ غیر متعارف، دفاع ملی خارجی، اقدام مستقیم، ضد شورشگری، شناسایی ویژه، مبارزه با تروریسم، عملیات اطلاعاتی، مقابله با گسترش سلاح‌های کشتار جمعی، و کمک امنیتی. گروه هفتم بیشتر وقت خود را صرف انجام ماموریت‌های دفاع ملی خارجی، مبارزه با مواد مخدر و آموزش نیروهای مسلح دولت‌های دوست در آمریکای جنوبی، مرکزی و شمالی و همچنین کارائیب می‌کند. گروه هفتم در عملیات تهاجم آمریکا به گرانادا در سال ۱۹۸۳ و در حمله ایالات متحده آمریکا به پاناما در سال ۱۹۸۹ شرکت داشت. این گروه مانند سایر گروه‌های نیروهای ویژه، حضور چشمگیری در عراق و افغانستان تحت عنوان جنگ علیه تروریسم داشت. این گروه بیش از هر گروه نیروی ویژه دیگری، در جنگ علیه تروریسم سربازان نیروهای ویژه را از دست داده‌است.